# Melanesobasis annulata
Melanesobasis annulata – gatunek ważki z rodziny łątkowatych (Coenagrionidae). Został opisany w 1869 roku na podstawie okazu odłowionego na Samoa. Takson ten nie jest obecnie (2022) wymieniany na World Odonata List.